# Onze-Lieve-Vrouw-Hemelvaartkerk (Lederzele)
De Onze-Lieve-Vrouw-Hemelvaartkerk (Frans: Église de l'Assomption-de-Notre-Dame) is de parochiekerk van de gemeente Lederzele in het Franse Noorderdepartement.

## Geschiedenis
De oorspronkelijk 16e-eeuwse kerk werd in augustus 1569 getroffen door de Beeldenstorm en hersteld in de 17e en 18e eeuw. Op 9 november 1800 verloor de toren zijn spits tijdens een storm. Op 8 mei 1955 werd de kerk getroffen door brand, waarbij de 17e-eeuwse toren gespaard bleef. De kerk werd gerestaureerd en op 16 maart 1958 opnieuw in gebruik genomen.

## Gebouw
Het betreft een driebeukig bakstenen kerkgebouw met voorgebouwde toren, voorzien van een hoger traptorentje.
De toren bezit een beiaard en in de kerk bevindt zich een nieuw orgel, vervaardigd door de firma Loncke. In de kerk bevindt zich een reliekschrijn van de heilige Erasmus.